# Merab Kostawa

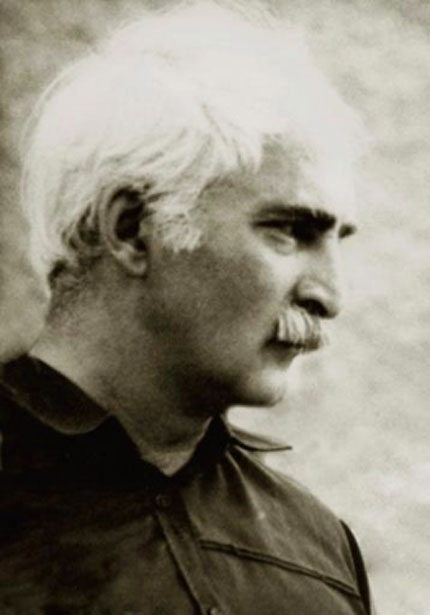
Merab Kostawa

Merab Kostawa (georgisch მერაბ კოსტავა; * 26. Mai 1939 in Tiflis; † 13. Oktober 1989, Boriti, Georgische SSR) war ein georgischer Dissident, Musiker und Dichter. Er war einer der Wortführer der georgischen Unabhängigkeitsbewegung gegen die Sowjetunion.

## Leben
1954 gründete er gemeinsam mit Swiad Gamsachurdia, dem späteren Präsidenten Georgiens, die Jugend-Untergrundorganisation Gorgasliani. Zwischen 1956 und 1958 wurde er vom KGB wegen „antisowjetischer Aktivitäten“ inhaftiert und wegen der Verbreitung antikommunistischer Literatur und Propaganda verurteilt.
1962 schloss er ein Studium am Staatlichen Tiflisser Konservatorium ab. Von 1962 bis 1977 war er Klavierlehrer an einer Musikschule in Tiflis.
1973 gründete er mit Gamsachurdia eine Initiativgruppe zur Verteidigung der Menschenrechte. 1975 trat er Amnesty International bei. 1976 wurde er Mitbegründer der Georgischen Helsinki-Gruppe. Von 1976 bis 1977 und von 1987 bis 1989 war er dort Vorstandsmitglied. Er wurde Mitherausgeber des Samisdats Okros Satsmisi (dt. Goldenes Vlies), verfasste literarische und wissenschaftliche Werke.
1977 wurde er gemeinsam mit Gamsachurdia erneut inhaftiert. Er wurde zu einer mehrjährigen Strafhaft in einem sibirischen Arbeitslager verurteilt. 1978 wurde er vom US-Kongress für den Friedensnobelpreis vorgeschlagen. 1987 wurde er aus dem GULAG entlassen.
1988 gründete er die Gesellschaft Ilia des Gerechten, einer nach dem frühen Anführer der georgischen Nationalbewegung Ilia Tschawtschawadse benannten Organisation. 1988 und 1989 war Kostawa einer der Hauptorganisatoren der friedlichen Proteste für Georgiens Unabhängigkeit. Am 29. April 1989 wurde er zum dritten Mal verhaftet, aber bereits nach 48 Tagen wieder freigelassen. Er bemühte sich, im Bürgerkrieg um Abchasien zu vermitteln, und suchte einen Ausgleich mit den Mescheten in Südgeorgien.
Er starb bei einem Autounfall auf dem Rikotipass im Kleinen Kaukasus nahe dem Dorf Boriti (wobei es Gerüchte über eine als „Unfall“ getarnte geplante Tötung gibt). Er wurde auf dem Pantheon in Tiflis beigesetzt.
Kostawa war verheiratet und hatte einen Sohn, Irakli. Die Stadt Tiflis hat eine Straße nach ihm benannt. In Boriti wurde 2007 ein Holzkreuz zu seinem Andenken errichtet.

## Schriften
- Leksebi. Merani, Tbilisi 1990